# Axel (Zelanda)
Axel es una localidad de la provincia de Zelanda (Países Bajos). Está situada 31 km al sureste de Flesinga. En 2005 la población de su área administrativa ascendía a 8 190 personas.lo que la convierte en la octava localidad por población en la provincia de Zelanda.

## Historia
Recibió privilegios ya en 1213. Perteneció a los Países Bajos de los Habsburgo, fue ocupado por los rebeldes neerlandeses en 1577 hasta su recuperación por España en 1583. El 17 de julio de 1586 fue tomada por Mauricio de Nassau en una de sus primeras acciones de guerra, incluyéndose en las Provincias Unidas.
Hasta 2003 tenía municipio propio.